# João Pedro Guerra Cunha
João Pedro Guerra Cunha, meglio noto come João Pedro (Figueira de Castelo Rodrigo, 4 maggio 1986), è un calciatore portoghese, centrocampista del Pampilhosa.

## Caratteristiche tecniche
Gioca come ala destra ma può essere impiegato anche nel versante opposto.

## Palmarès

### Club

#### Competizioni nazionali
- Coppa di Lega portoghese: 1

Braga: 2012-2013
- Coppa di Cipro: 2

Apollōn Limassol: 2015-2016, 2016-2017
- Supercoppa di Cipro: 2

Apollōn Limassol: 2016, 2017